# Thysanotus baueri
Thysanotus baueri är en sparrisväxtart som beskrevs av Robert Brown. Thysanotus baueri ingår i släktet Thysanotus och familjen sparrisväxter. Inga underarter finns listade i Catalogue of Life.